# Breme (Baranjska županija, Mađarska)
Breme ili Brime(mađ. Beremend, nje. Bremen) je pogranično veliko selo (mađ. nagyközség) u južnoj Mađarskoj.
Zauzima površinu od 48,26 km četvornih. Selo je dugo 6 km i pruža se u smjeru sjeverozapad-jugoistok.

## Zemljopisni položaj
Nalazi se na 45° 47' 7" sjeverne zemljopisne širine i 18° 26' 5" istočne zemljopisne dužine, 100 m od najbliže granice s Republikom Hrvatskom, a zapravo je s tri strane okruženo teritorijem RH. Od naselja u RH, Baranjsko Petrovo Selo je 1,5 km jugoistočno, Zeleno Polje je 3 km istočno, Novi Bezdan je 3 km južno-jugoistočno, Novo Nevesinje je 4 km južno-jugozapadno, a Torjanci su 4 km jugozapadno.
Kašad je 1 km, Olnica 3 km, a Rastince su 4 km zapadno, Naćfa je 1,5 km sjeverozapadno, Tapoca se nastavlja neposredno sjeverno-sjeverozapadno na Breme, Aršanj je 1,5 km sjeverno, Viljan je 7 km, Madžarboja 6,5 km, a Lapandža je 5 km sjeveroistočno, a Iločac je 5 km istočno. Nekad samostalno selo Pišpek se nalazi neposredno sjeveroistočno od južnog dijela Brimena. Kuće u Pišpeku su udaljene 1 km od samog Bremena, sjeverno od Bremenskog brda.

## Upravna organizacija
Upravno pripada Šikloškoj mikroregiji u Baranjskoj županiji. Poštanski broj je 7827.
Danas Bremenu pripadaju nekad samostalna sela Pišpek (Püspökbóly) te Verešidba (Vörösi puszta). Istog su poštanskog broja.

## Povijest
Područje je bilo naseljeno još u mlađem kamenom dobu o čemu svjedoče arheološki nalazi.
Prvi izvor koji spominje ovo selo je iz 1281. godine koje spominje da je Péter Beremen prodao 7 rala zemlje svom rođaku.
Breme je cvalo za vrijeme Hunyadija: u 15. st. je bilo trgovištem (lat. oppidum).
12. kolovoza 1687. je selo opustjelo nakon Aršanjske bitke 1687. godine (znane i kao druga bitka kod Mohača).
Obnova stanovništva je započela 1700-ih. 
Već 1769. se u Brimenu nalazila škola.

## Gospodarstvo
- vađenje vapnenca
- tvrtka Beremendi Cementgyár

## Promet
U Bremenu se nalazi krajnja točka odvojka željezničke prometnice koja je nekad spajala Harkanj i Beli Manastir u RH. Odvojak ide s pruge Barča – Viljan. U selu su tri željezničke postaje, a četvrta se nalazi kod cementare koja je izvan naselja.

## Stanovništvo
Breme (Brime) ima 2815 stanovnika (2001.). Mađari su većina. Romi čine 0,8% stanovnika, a Nijemci 1,9% stanovnika. I jedni i drugi imaju svoju manjinsku samoupravu. U selu su još Hrvati (1,3%) te nekoliko Poljaka i Srba. Skoro dvije trećine sela su rimokatolici, 11% je kalvinista, nekoliko grkokatolika i luterana. Skoro 10% stanovnika je bez vjere, a za 11% se ne zna pripadnost vjeri (nepoznato ili se odbilo izjasniti).

## Poznate osobe
- Adam Dragosavljević, filolog i pedagog

## Znamenitosti
- spomen zgrada Ferencu Mendeleu
- kapelica iskupljenja
- špilja
- južna točka
- kupalište (s krškim vodama)

## Vanjske poveznice
- Hrvatski glasnik br.33/2007. Stipo Oršokić mlađi, Kašađanin načelnik Bremena, 16. kolovoza 2007., str. 4
- (mađ.) Službene stranice
- (mađ.) A Beremend környéki Református Társegyházközség honlapja
- (mađ.) Plan sela  Arhivirana inačica izvorne stranice od 16. svibnja 2011. (Wayback Machine)
- Breme/Brime na fallingrain.com